# فوتبال در دانمارک
فوتبال پرطرفدارترین ورزش در دانمارک با ۳۳۱٬۶۹۳ بازیکن و ۱٬۶۴۷ باشگاه ثبت‌شده تحت نظر اتحادیه فوتبال دانمارک است. این بازی توسط دریانوردان بریتانیایی به این کشور معرفی شد.